# Tachardiaephagus sarawakensis
Tachardiaephagus sarawakensis is een vliesvleugelig insect uit de familie Encyrtidae. De wetenschappelijke naam is voor het eerst geldig gepubliceerd in 2010 door Hayat, Schroer & Pemberton.